# Hurst, Texas
Hurst là một thành phố thuộc quận Tarrant, tiểu bang Texas, Hoa Kỳ. Năm 2010, dân số của xã này là 37337 người.

## Dân số
- Dân số năm 2000: 36273 người.
- Dân số năm 2010: 37337 người.